# Hartmann Witwer
Hartman Witwer (auch Hartmann) (* 22. Dezember 1776 in Imst, Tirol; † 9. Juli 1825 in Lemberg) war ein österreichischer Bildhauer, der in Lemberg tätig war.

## Leben
Er war der Enkel des bedeutendsten Bildhauer aus der Imster Bildhauerdynastie Joseph Georg Witwer. Sein Vater Joseph Anton (1751–1794) sowie seine Brüder Johann Michael (1775–1811) und Jakob (1790–1848) waren ebenfalls Bildhauer. Hartmann Witwer studierte an der Akademie der bildenden Künste Wien. Er kam nach Lemberg um 1800, mit seinem Bruder Johann Michael Witwer – dort „Jan“ genannt. Sie gründeten eine Bildhauerwerkstatt an der Lytschakiwska-Straße 20 und beschäftigten sich hauptsächlich mit den Grabmalskulpturen an dem Lytschakiwski-Friedhof sowie an der Ausschmückung Lemberger Bauwerke. Nach dem vorzeitigen Tode seines Bruders arbeitete Hartmann Witwer selbständig. Im Juni 1818 wurde er Mitglied der Lemberger Maurer- und Steinmetzzunft. Nach 1820 arbeitete er gemeinsam mit Anton Schimser (1790–1836). Er starb in Folgen einer Typhusepidemie.
Zu seinen bedeutendsten Werken gehören die vier Brunnenfiguren an den Ecken der Lemberger Marktplatzes (1810–1814). Sie stellen mythologische Gestalten der Götter dar: Neptun, Diana, Amphitrite und Adonis.

## Die Ausschmückung Lemberger Bauten (Auswahl)
- Fünfzehn Reliefs mit Gestalten antiker Gottheiten und Putten-Handwerker auf dem Gebäude der Piller (später Piller-Neumann)-Lithographieanstalt (1804–1805). Auf der mittleren Attika befinden sich Skulpturen von Mars (Mythologie), Bellona und Athene. Daneben befinden sich die Skulpturen von Demeter und Apollon. Über der Ecke des Gebäudes sind Skulpturen von Merkur und Gaia sichtbar.
- Die Ausschmückung des Mietshauses von Johann Hausner und Vinzena Wioland (1810–1811)
- Die Ausschmückung des ehemaligen Hotels „De Russie“ anstelle des heutigen Hotels George (1811)
- Zwei Reihen von Reliefs auf der Fassade des Mathias-Bauer-Hauses (nach 1810)
- Reliefs auf der Fassade des Hauses von Antonina Kowerwein (nach 1810)
- Chronos-Relief auf der fassade des Bürgerhauses an der Armenischen Straße 23 (nach 1810)
- Skulptur von Fortuna am Bürgerhaus an der Bäckerstraße 23 (1810–1814)

## Grabmäler auf dem Lytschakiwski-Friedhof (Auswahl)
- Grabmal Rosalie Wartanowicz (1800–1802)
- Grabmal Eva Podolska (1800–1802)
- Grabmal Johann Heistruck (1801)
- Grabmal Ursula Głogowska (1803)
- Grabmal Maria Anna Ponińska geb. Kalinowska (1805)
- Grabmal Anerie Wagner (1805)
- Grabmal Josef Wenzel (1808)
- Grabmal G. Towarnicki
- Grabmal Josef Schabinger (1808)
- Grabmal G. Towarnicki
  - Grabmäler gemeinsam mit Anton Schimser:
- Grabmal Johann Machan (1824)
- Grabmal Petronela Kulczycka (1820)
- Grabmal Sophie Siegel (1821)
- Grabmal Amelie Gołębska (1825)

## Grabmäler in anderen Ortschaften
- Grabmal Antonina Raciborowska (1809) in der Kirche in Milatyn Nowy (Oblast Lwiw)
- Grabmal Katerina Ossolińska geb. Jabłonowska in der Römisch-Katholischen Kathedrale Lemberg
- Grabmal Konstanze Bielska-Rogalińska in Biljawynzi bei Butschatsch

## Galerie

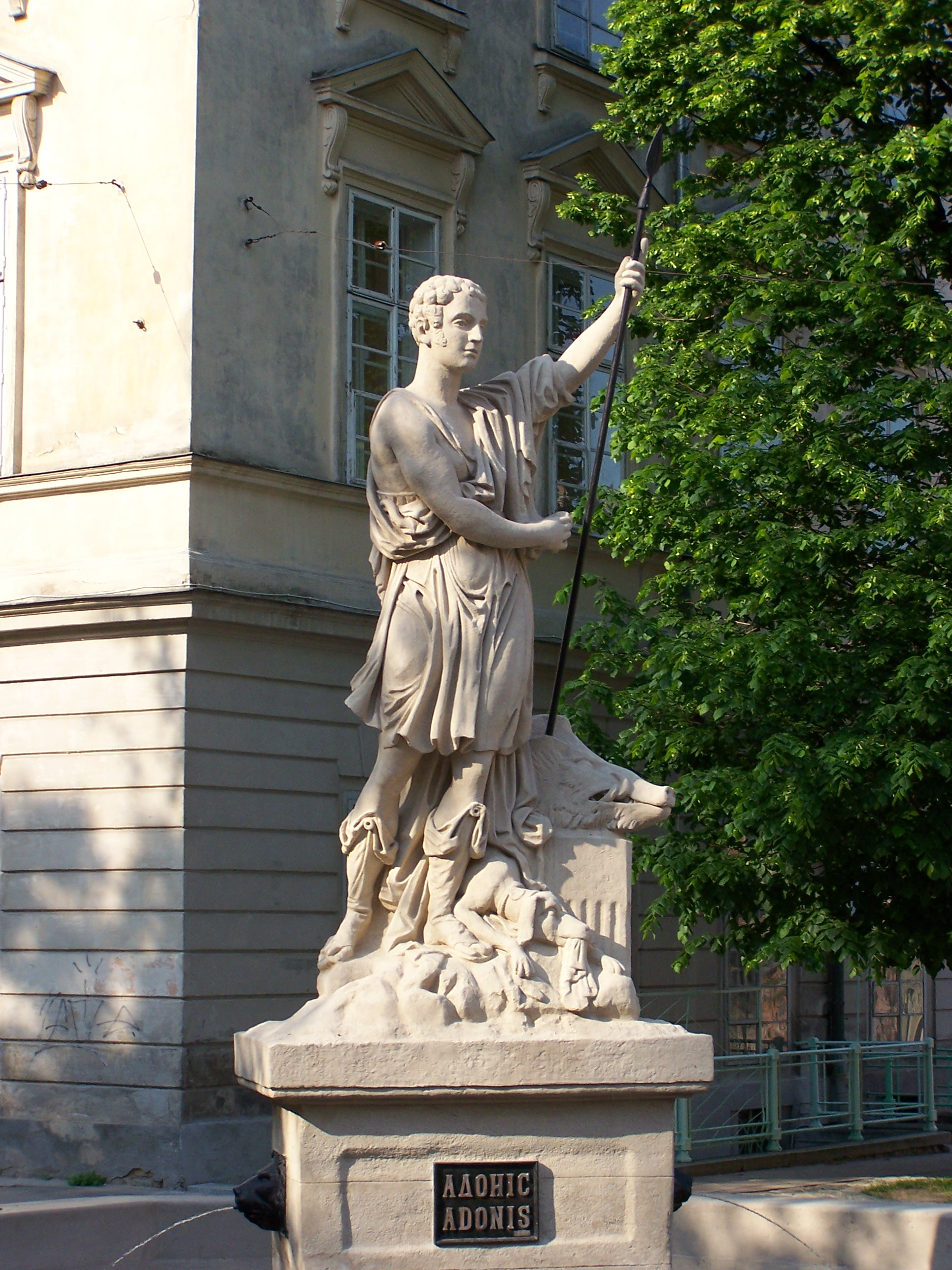
Brunnenfigur Adonis
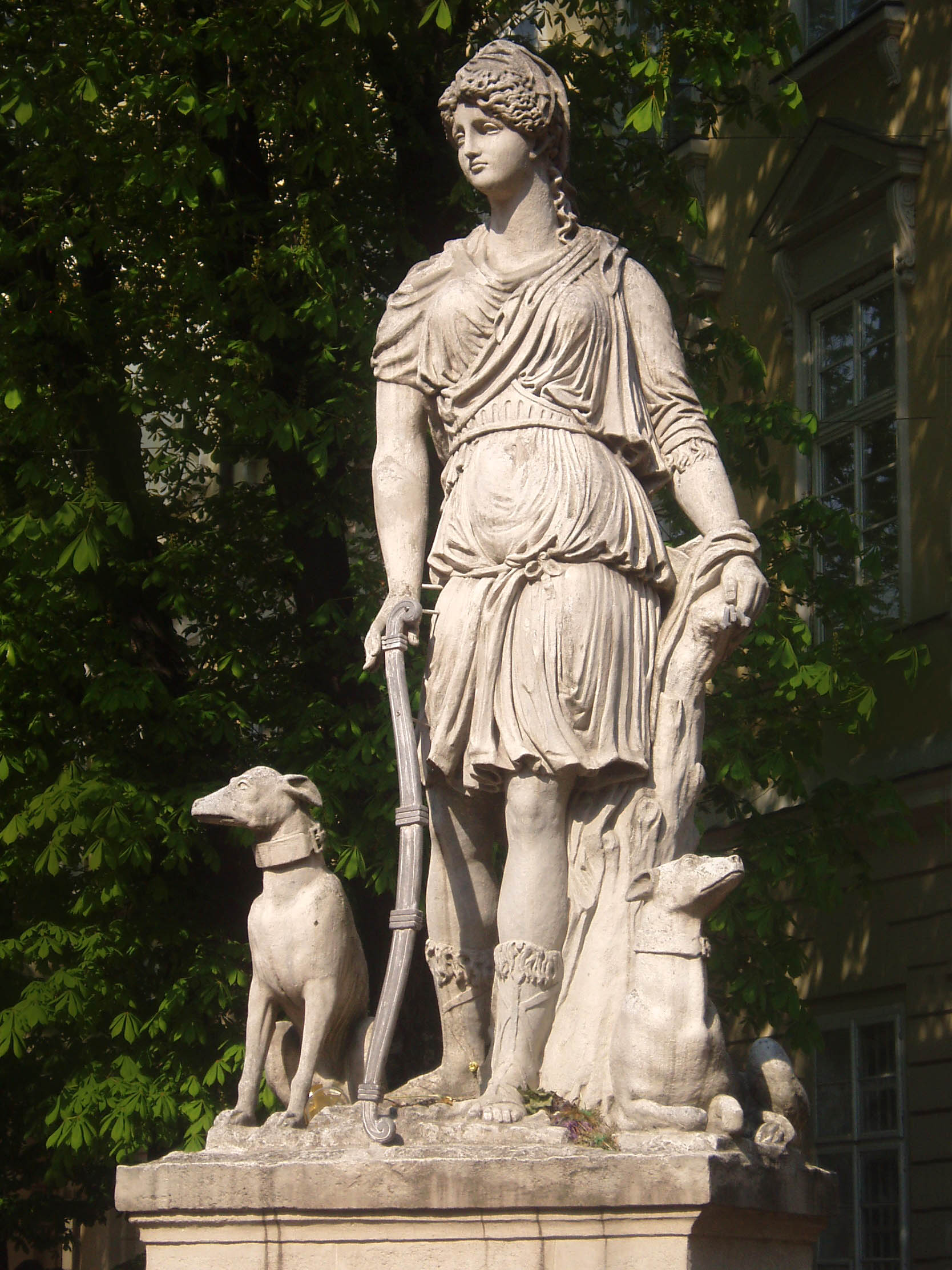
Brunnenfigur Diana
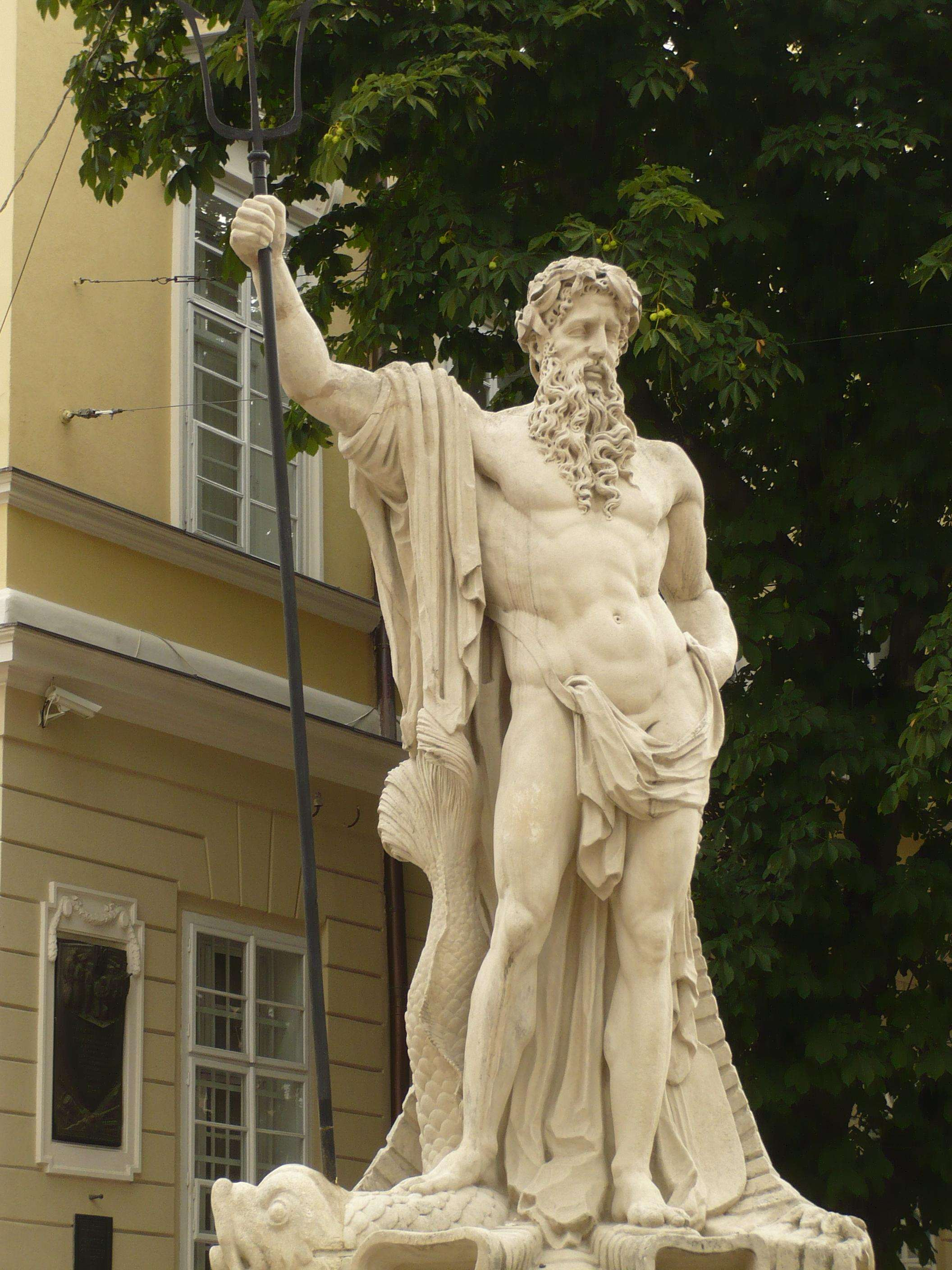
Brunnenfigur Neptun
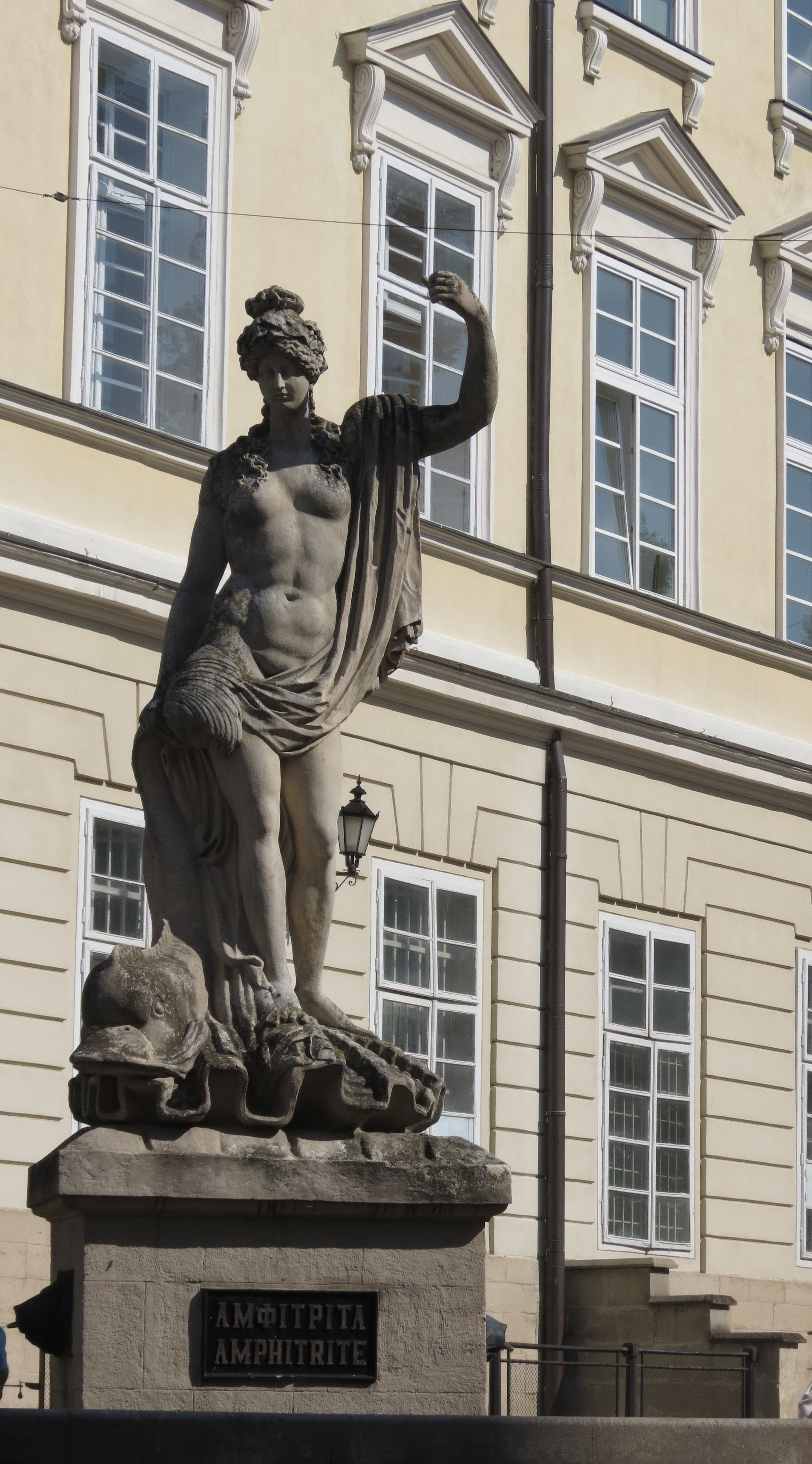
Brunnenfigur Amphitrite
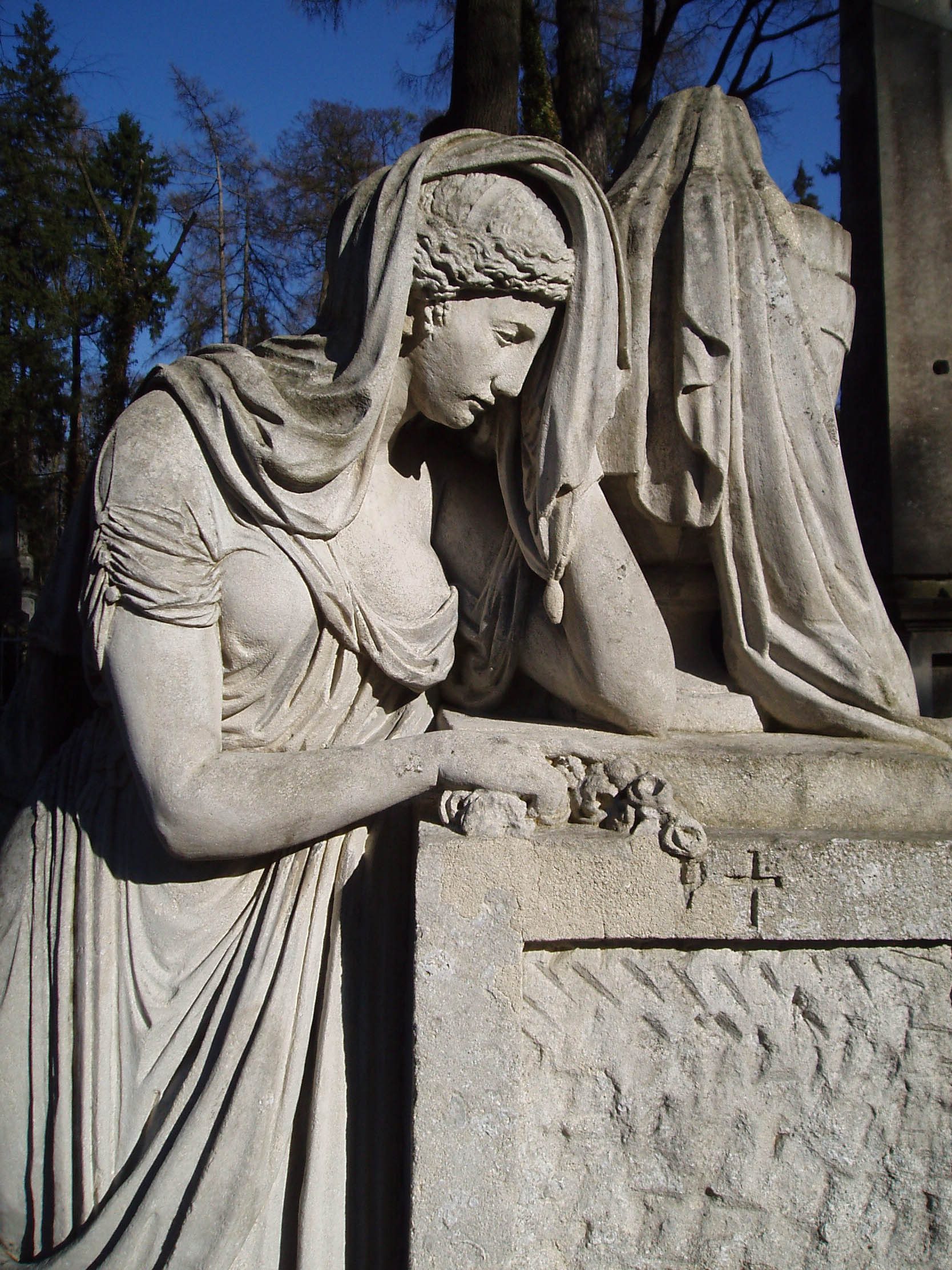
Grabmal Julianne Świetlicz
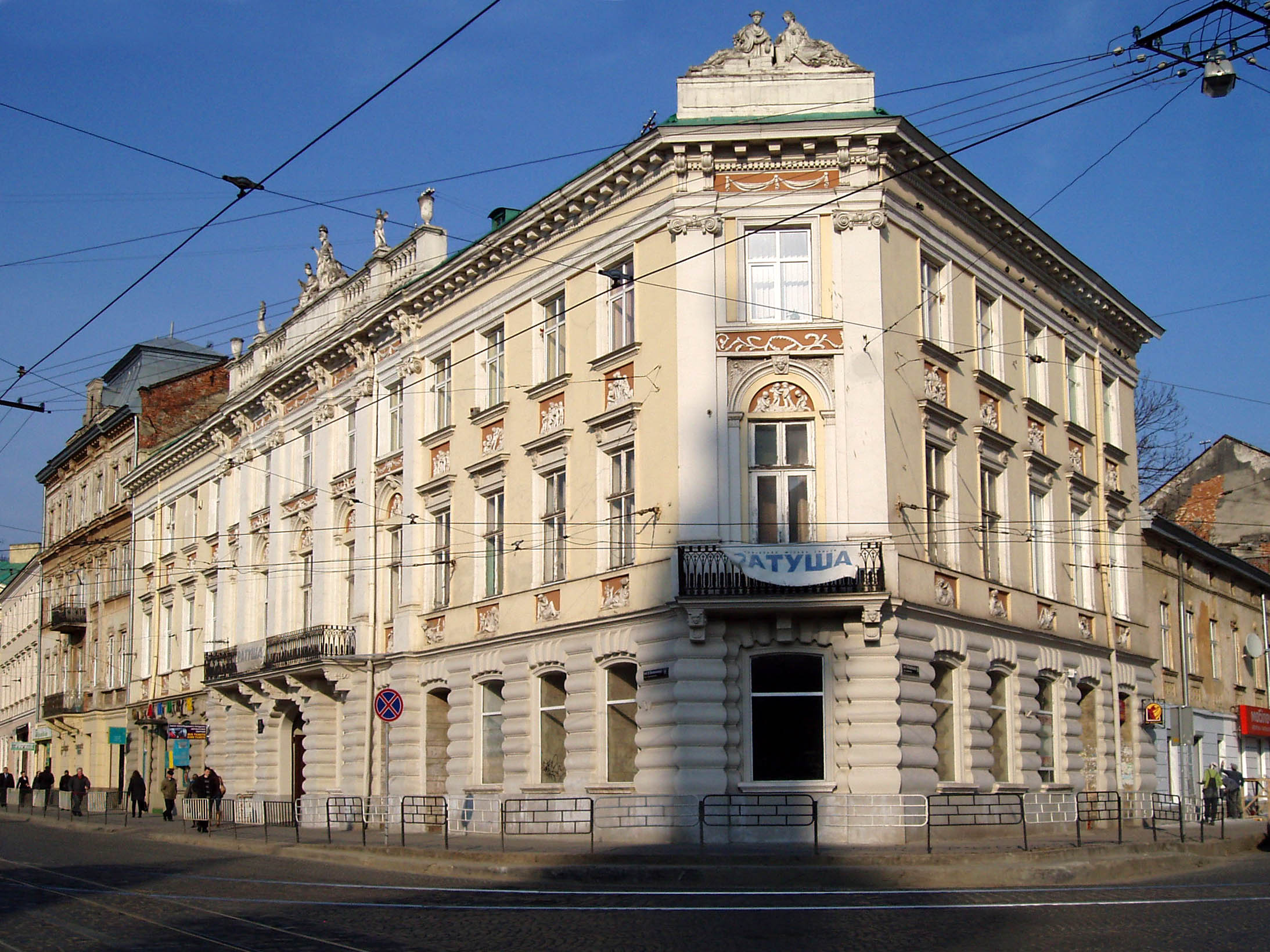
Fassade der Piller-Lithografieanstalt
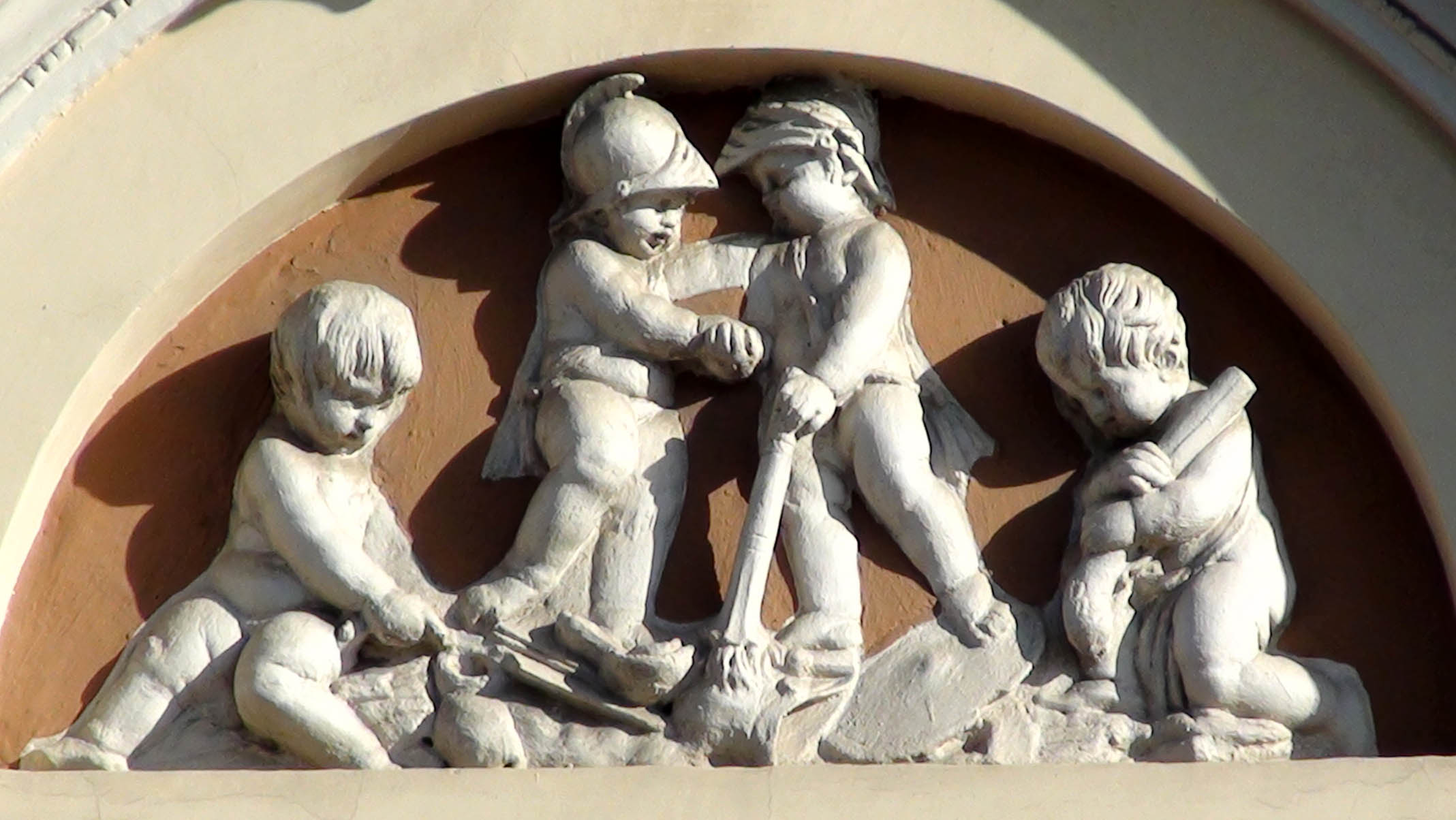
Fassadendetail